# Stéphane Moualek
Stéphane Moualek, né le 30 novembre 1970 à Chambéry, est un ancien joueur français de handball évoluant au poste de demi-centre et reconverti entraîneur.

## Biographie

### Parcours de joueur
En tant que joueur, il commence sa carrière à Chambéry avant de rejoindre Vénissieux avec lequel il réalisé un doublé Championnat-Coupe de France en 1992. Il quitte toutefois le club cette même année pour le PSG-Asnières où il évolue jusqu'en 1995. Il retrouve alors le SO Chambéry où il remporte son second titre de champion de France en 2001 et termine vice-champion à cinq reprises. Il joue également un rôle décisif dans la victoire de Chambéry lors de la première édition de la coupe de la Ligue en 2002. Non conservé par le club savoyard, il prend la direction en 2003 de l'UMS Pontault-Combault pour un contrat de deux ans. Néanmoins, le club francilien étant relégué à l'issue de sa première saison, il est libéré de ses engagements.

### Parcours d'entraîneur
Dès le début de sa carrière, il occupe des fonctions d'entraîneur : il a ainsi tour à tour la charge de la pré-nationale à Chambéry, la Nationale 3 à Aix-les-Bains, le centre de formation du PSG-Asnières et enfin plusieurs postes au SO Chambéry dont le centre de formation et la Nationale 2. De même, lorsqu'il quitte le club savoyard pour Pontault-Combault en 2003, on lui propose de mettre en place le centre de formation du club.
Dès lors, lorsqu'il rejoint en 2004 le HBC Nantes, c'est avec un rôle d'entraîneur-joueur qu'il fait monter le club de la Nationale 1 à la 1re division. Les mauvais résultats de l'équipe, pour sa première saison dans l'élite, lui font perdre sa place d'entraîneur en février 2009.
En 2010, il prend la direction de l'équipe première féminine du Nantes Loire Atlantique Handball, alors en Nationale 1. En trois saisons, il parvient à monter en 1re division, comme il l'avait fait avec l'équipe masculine. Après avoir assuré le maintien du club pour sa première saison en LFH, il est remplacé par Jan Bašný.
Lors de cette saison 2015-2016, il entraîne l'équipe du Métropole Rouen Normandie Handball évoluant en nationale 1 et ayant comme objectif la montée en pro D2. 
Stéphane Moualek a par la suite coaché pendant 6 mois l'équipe première féminine du Saint-Sébastien Sud Loire Handball qui évoluait alors en Nationale 1.

## Palmarès joueur

### En club
- champion de France en 1992 et 2001
  - Vice-champion en 1998, 1999, 2000, 2002, 2003
- vainqueur de la coupe de France en 1991 et 1992
- vainqueur de la coupe de la Ligue en 2002

### En équipe nationale
- 6e place au Championnat du monde espoirs de 1989[10]
- 6e place aux Jeux méditerranéens de 1991 avec France espoir

## Palmarès entraîneur
- champion de France de D2 masculine en 2008
- champion de France de D2 féminine en 2013